# Roberto Lago
Roberto Lago Soto (* 30. August 1985 in Vigo) ist ein spanischer ehemaliger Fußballspieler.

## Spielerkarriere
Der aus Vigo stammende Roberto Lago spielt seit seiner Kindheit bei seinem Heimatverein Celta de Vigo. Zunächst gelang ihm 2004 der Sprung in die zweite Mannschaft und schließlich 2007 sogar in die erste Elf. Sein Pflichtspieldebüt für die Galicier gab Lago am 26. August 2007 im Ligaspiel der Segunda División gegen Aufsteiger Córdoba. Bereits in seiner ersten Saison erhielt Roberto Lago einen Stammplatz bei Celta. Nach Mittelfeldplatzierungen in den folgenden drei Jahren schaffte er als Vizemeister der Saison 2011/12 mit seinem Verein die Rückkehr in die Primera División.
Lago wechselte am 12. Juni 2013 zum ebenfalls erstklassigen Verein FC Getafe und unterschrieb dort einen Vierjahresvertrag. In seinen drei Jahren im Coliseum, die häufig von Verletzungen beeinträchtigt wurden, absolvierte er 58 Pflichtspiele. Im Juli 2016, nach dem Abstieg der Mannschaft aus der höchsten Spielklasse, verließ Lago den Verein, indem er eine Ausstiegsklausel in seinem Vertrag nutzte.
Am 9. Juli 2016 wechselte der fast 31-jährige Lago erstmals in seiner Karriere ins Ausland und unterschrieb einen Zweijahresvertrag beim amtierenden zyprischen Meister APOEL Nikosia. Sein offizielles Debüt gab er am 10. September, als er beim 4:0-Auswärtssieg gegen Nea Salamis Famagusta in der First Division über die volle Spielzeit auf dem Platz stand.